# Efraín Velarde
Efraín Velarde (* 18. April 1986 in Mexiko-Stadt) ist ein ehemaliger mexikanischer Fußballspieler auf der Position des Verteidigers.

## Karriere
Seit Beginn seiner Profikarriere in der Saison 2003/04 steht Velarde bei seinem Heimatverein Club Universidad Nacional unter Vertrag. Seit der Saison 2006/07 ist Velarde Stammspieler und gewann zweimal aktiv mit den Pumas die mexikanische Meisterschaft (Clausura 2009 und Clausura 2011), nachdem er bereits als Reservist zum Kader beider Meistermannschaften des Jahres 2004 (Clausura 2004 und Apertura 2004) gehörte.
Sein Debüt im Dress der mexikanischen Nationalmannschaft feierte Velarde am 4. September 2011 beim 1:0-Sieg gegen Chile.
Sein Karriereende markierte der damals 37-jährige Fußballspieler bei dem mexikanischen Erstligisten UNAM Pumas.

## Erfolge
- Mexikanischer Meister: Cla 2004, Ape 2004, Cla 2009, Cla 2011
- Mexikanischer Supercup: 2004
- Trofeo Santiago Bernabéu: 2004